# Кадомцев, Анатолий Иванович
Анато́лий Ива́нович Кадо́мцев (23 января 1918 — 21 февраля 1944) — советский лётчик, участник Великой Отечественной войны, командир эскадрильи 59-го гвардейского штурмового авиационного полка (2-й гвардейской штурмовой авиационной дивизии, 16-й воздушной армии), гвардии капитан, Герой Советского Союза.

## Биография
Родился 23 января 1918 года в селе Подхватиловка ныне Пензенской области в семье крестьянина. Рано оставшись без отца, с трёхлетнего возраста жил с бабушкой на станции Мамонтовка в Подмосковье. Окончив в 1934 году 9 классов в городе Пушкино, работал слесарем на Мытищинском вагонном заводе в Московской области. Одновременно учился Тайнинском аэроклубе Осоавиахима. С июля 1937 года в Красной Армии. В 1939 году окончил Энгельсскую военную авиационную школу лётчиков. Служил лётчиком-инструктором в Челябинском авиационном училище.
С июля 1941 года в действующей армии. Сражался на Калининском, Донском, Сталинградском и Центральном фронтах в составе 688-го лёгкого бомбардировочного авиационного полка (позднее 688-й штурмовой авиационный полк, затем 59-й гвардейский штурмовой авиационный полк). К октябрю 1943 года командир эскадрильи 59-го гвардейского штурмового авиационного полка (2-я гвардейская штурмовая авиационная дивизия, 16-я воздушная армия, Центральный фронт) гвардии капитан А. И. Кадомцев произвёл 280 боевых вылетов, уничтожил и повредил более 60 танков, 340 автомашин, 16 самолётов на земле и 4 в воздухе, нанес большой урон живой силе противника. 21 февраля 1944 года в районе Бобруйска (Могилёвская область) самолёт гвардии майора А. И. Кадомцева был сбит истребительной авиацией противника. А. И. Кадомцев и его воздушный стрелок гвардии старшина Иван Матвеевич Турутин с боевого задания не вернулись.
13 апреля 1944 года за мужество и воинскую доблесть удостоен звания Героя Советского Союза.
Похоронен в Бобруйске.

## Память
- Именем Героя названы родное село и мытищинская школа № 26, улица в Мытищах.
- В городе Мытищи на одном из домов установлена мемориальная доска.
- В городе Нижний Ломов Пензенской области, на Аллее славы герою установлена памятная доска.

## Награды
- Медаль «Золотая Звезда» Героя Советского Союза.
- Орден Ленина.
- Два ордена Красного Знамени.
- Орден Александра Невского.
- Орден Отечественной войны 2 степени.
- Орден Красной Звезды.